# I vendicatori dell'Ave Maria
I vendicatori dell'Ave Maria è un film del 1970, diretto da Bitto Albertini.

## Trama
In California una troupe di saltimbanchi assistono a una rapina compiuta da una banda di predoni messicani. I banditi, in realtà sono yankees, e il potente padre di uno di loro fa uccidere la famiglia dello sceriffo per liberare il figlio catturato. Ma Katie riesce a sopravvivere e a vendicarli.